# Pero brynhilda
Pero brynhilda là một loài bướm đêm trong họ Geometridae.